# Molecule Man (monument)

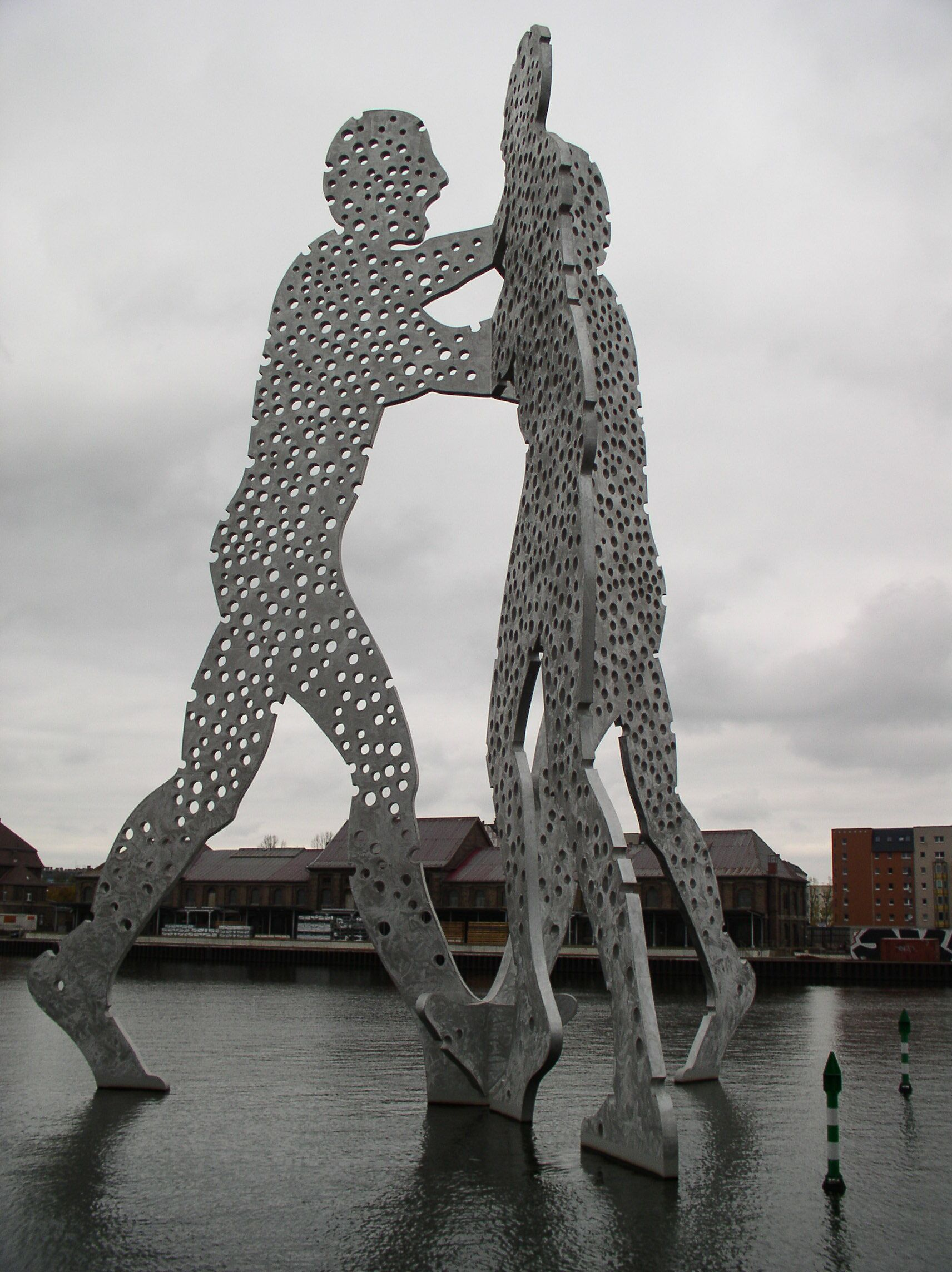
Molecule Man in Berlijn

Molecule Man is een serie aluminium beelden, die ontworpen is door de Amerikaanse kunstenaar Jonathan Borofsky. Ze staan onder andere in Berlijn, Los Angeles, Council Bluffs en Wakefield. De beelden bestaan uit drie menselijke figuren die tegen elkaar lijken te leunen of elkaar lijken te omhelzen. Een verwante serie beelden is de Hammering Man.

## Geschiedenis
Borofsky maakte zijn eerste "moleculaire sculpturen" in 1977 en 1978, die waren opgezet in Los Angeles. Hij was gefascineerd door de hoge symbolische kracht van dergelijke figuren, die worden afgewisseld met gaten, en symboliseren de moleculen die ze vormen.

De sculptuur is bedoeld om eraan te herinneren dat zowel mens als moleculen bestaan in een wereld van waarschijnlijkheid, en dat het doel van alle creatieve en spirituele tradities is om heelheid en eenheid in de wereld te vinden.
— Jonathan Borofsky

## Berlijn
De Molecule Man van Berlijn bevindt zich in de Spree, tussen de Oberbaumbrücke en Elsenbrücke, pal voor de Treptowers. Dit is het punt waar de districten Friedrichshain, Kreuzberg en Treptow samenkomen. Tegelijkertijd is het een kruising van het herenigde West- en Oost-Berlijn. Het beeld is 30 meter (100 voet) hoog, weegt ongeveer 45 ton en staat er sinds mei 1999. Het beeld is gefinancierd door Allianz dat tot 2006 kantoor hield in de nabijgelegen Treptowers.